# Coubert
Coubert – miejscowość i gmina we Francji, w regionie Île-de-France, w departamencie Sekwana i Marna.
Według danych na rok 1990 gminę zamieszkiwały 1054 osoby, a gęstość zaludnienia wynosiła 126 osób/km² (wśród 1287 gmin regionu Île-de-France Coubert plasuje się na 622. miejscu pod względem liczby ludności, natomiast pod względem powierzchni na miejscu 462.).